# Перу на Светском првенству у атлетици на отвореном 2013.
Перу је учествовао на Светском првенству у атлетици на отвореном 2013. одржаном у Москви од 10. до 18. августа четрнаести пут, односно учествовао је на свим првенствима до данас. Репрезентацију Перуа представљало је 2 такмичара (1 мушкарац и 1 жена) који су се такмичили у две дисциплине..
На овом првенству Перу није освојио ниједну медаљу али је Кимберли Гарсија оборила национални рекорд.

## Учесници
| Мушкарци: - Jorge McFarlane — 110 м са препонама | Жене: - Кимберли Гарсија — 20 км ходање |  |

## Резултати

### Мушкарци
| Атлетичар       | Дисциплина    | Лични рекорд        | Квалификације | Квалификације | Полуфинале           | Полуфинале           | Финале               | Финале       | Детаљи |
| Атлетичар       | Дисциплина    | Лични рекорд        | Резултат      | Место         | Резултат             | Место                | Резултат             | Место        | Детаљи |
| --------------- | ------------- | ------------------- | ------------- | ------------- | -------------------- | -------------------- | -------------------- | ------------ | ------ |
| Jorge McFarlane | 110 м препоне | 13,61 (+1.0 м/с) НР | 13,93         | 3. у гр. 2    | Није се квалификовао | Није се квалификовао | Није се квалификовао | 22 / 53 (64) |        |

### Жене
| Атлетичарка      | Дисциплина   | Лични рекорд | Финале     | Финале       | Детаљи |
| Атлетичарка      | Дисциплина   | Лични рекорд | Резултат   | Место        | Детаљи |
| ---------------- | ------------ | ------------ | ---------- | ------------ | ------ |
| Кимберли Гарсија | 20 км ходање | 1:35:01      | 1:33:57 НР | 34 / 56 (62) |        |